# Szent Jakab-palota

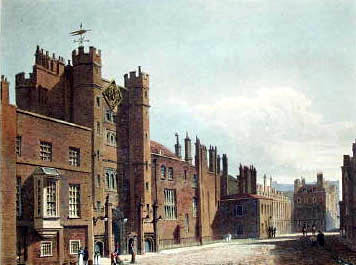
A palota 1819-ben

A Szent Jakab-palota (St James's Palace) egy 1532-ben épült királyi palota London Westminster kerületében, a brit uralkodók hivatalos rezidenciája, akiknek 1698 és 1837 között fő rezidenciájukként is szolgált. Azóta minden egyesült királyságbeli nagykövetet hivatalosan a St James Courthoz akkreditálnak, ahol a Diplomáciai Testület marsallja, a brit korona nagykövetekkel összekötő tisztje továbbra is hivatalos rezidenciával rendelkezik. Mindig ott történik az új uralkodó kikiáltása, legutóbb III. Károly brit királyé 2022. szeptember 10-én.
A palotakomplexum részét képező Clarence-ház Károly rezidenciája volt walesi hercegként, valamint a brit királyi család többi tagjáé.

## Története
Hogy az 1532 és 1540 közötti időszakban VIII. Henrik angol király alatt. A Tudor-stílusú épületet a Green Park keleti csücske választja el a Buckingham-palotától. Azelőtt ezen a helyen működött a St James Kórház, egy leprakórház, amelynek védőszentje az Ifjabb Jakab apostol volt.
A Westminster-palota 1529-es tűzvésze után VIII. Henrik a szomszédos Whitehall-palotába tette át rezidenciáját, amelyet a leváltott lordkancellártól, York érsekétől, Thomas Wolsey bíborostól vett el. A Szent Jakab-palotát pihenőhelynek és családja otthonának használta. A toronyszerű kapuházon Henrik és második felesége, Boleyn Anna H. A. kezdőbetűi láthatók. 1544-ben ifjabb Hans Holbein készítette a palota mennyezetfestményeit. 1536. július 23-án itt halt meg két gyermeke Richmond és Somerset hercege és 1558. november 17-én I. Mária angol királynő,. Cromwell uralgása alatt a palotát laktanyaként használták.
Miután a Whitehall -palota 1698-ban leégett, III. Vilmos angol király átköltöztette hivatalos rezidenciát a St James's Palace-ba, de a városon kívüli Kensington-palota és Hampton Court-palota vidéki birtokokat részesítette előnyben. A Braunschweig-Lüneburgi Választófejedelemséggel, majd 1814-től a Hannoveri Királysággal 1714-től 1837-ig tartó Nagy-Britannia perszonáluniója kezdetén I. György és II. György idején a palota mint fő londoni királyi rezidencia szolgált. Az óratornyot 1731-ben állították fel. 1762-ben III. György megszerezte a Buckingham-palota elődje, és odaköltözött. A Szent Jakab-palotát csak hivatalos alkalmakra használták, és a német királyi kancellária tisztviselőinek rezidenciájaként szolgált, akik fenntartották a kapcsolatot az uralkodó és ősei földjei között.
A palotát az idők során többször bővítették, és ma egy változatos épületegyüttest alkot a Mall, a Marlborough Road, a Cleveland Row és a Stable Yard között. A 18. század közepén és a 19. század elején a York House és a Clarence House, mindkettő György-korabeli stílusú, hozzá került. Ez utóbbi volt Erzsébet anya királyné rezidenciája haláláig. Ma unokája, III. Károly király birtokolja. felesége, Kamilla királynő és a brit királyi család többi tagja.

## Őrségváltás
1660 óta a házbiztosító csapatok feladata a királyi paloták őrzése. Miután Viktória királynő 1837-ben a Buckingham-palotába költözött, a csapatok feloszlottak. Az egyik őr a Szent Jakab-palotában maradt, a másik követte a királynőt a Buckingham-palotába. Ma is 11.15-kor vonul a gárda egy része délután a St James's Parkon keresztül a Buckingham-palotába, és 12.05-kor érkezik vissza a Szent Jakab-palotába. Az őrségváltás csak azokon a napokon történik, amikor a Buckingham-palotában is (a nyári hónapokban áprilistól júliusig naponta, egyébként kétnaponta).

## Fordítás
- Ez a szócikk részben vagy egészben  a   St James's Palace című német Wikipédia-szócikk ezen változatának fordításán alapul.  Az eredeti cikk szerkesztőit annak laptörténete sorolja fel. Ez a jelzés csupán a megfogalmazás eredetét és a szerzői jogokat jelzi, nem szolgál a cikkben szereplő információk forrásmegjelöléseként.

## Kapcsolódó szócikk
- St James’s Park, a bevásárlóközponttal szemközt, a másik oldalon